# Benjamin Lawrence Gordon
Benjamin Lawrence Gordon (Bradford, 2 marzo 1991) è un calciatore inglese, difensore dell'Eccleshill Utd.

## Caratteristiche tecniche
È un terzino sinistro che può essere schierato anche a destra.

## Carriera

### CLub
Ha giocato nella prima divisione scozzese.

### Nazionale
Con la nazionale Under-20 inglese ha preso parte ai Mondiali Under-20 2011, giocando due partite contro il Messico e la Nigeria.

## Palmarès

### Club

#### Competizioni nazionali
- Coppa di Lega scozzese: 1

Kilmarnock: 2011-2012